# 10e cérémonie des Satellite Awards
La 10e cérémonie des Satellite Awards, décernée par The International Press Academy, a eu lieu le 17 décembre 2005, et a récompensé les films et séries télévisées produits cette année-là.
La précédente cérémonie s'est également déroulée en 2005, en janvier, mais récompensait les œuvres de l'année précédente.

## Palmarès

### Cinéma

#### Meilleur film dramatique
- Le Secret de Brokeback Mountain (Brokeback Mountain) 
  - A History of Violence
  - Truman Capote (Capote)
  - De l'ombre à la lumière (Cinderella Man)
  - Mémoires d'une geisha (Memoirs of a Geisha)
  - The War within

#### Meilleur film musical ou comédie
- Walk the Line 
  - Happy Endings
  - Hustle et Flow
  - Crazy Kung Fu (功夫)
  - Rent
  - Shopgirl

#### Meilleur réalisateur
- Ang Lee pour Le Secret de Brokeback Mountain (Brokeback Mountain)
  - George Clooney pour Good Night and Good Luck
  - Chris Columbus pour Rent
  - James Mangold pour Walk the Line
  - Rob Marshall pour Mémoires d'une geisha (Memoirs of a Geisha)
  - Bennett Miller pour Truman Capote (Capote)

#### Meilleur acteur dans un film dramatique
- Philip Seymour Hoffman pour le rôle de Truman Capote dans Truman Capote (Capote)
  - Jake Gyllenhaal pour le rôle d'Anthony Swofford dans Jarhead : La Fin de l'innocence (Jarhead)
  - Heath Ledger pour le rôle d'Ennis del Mar dans Le Secret de Brokeback Mountain (Brokeback Mountain)
  - Tommy Lee Jones pour le rôle de Pete Perkins dans Trois Enterrements (Los Tres entierros de Melquiades Estrada)
  - Viggo Mortensen pour le rôle de Tom Stall /  Joey Cusack dans A History of Violence
  - David Strathairn pour le rôle de Edward R. Murrow dans Good Night and Good Luck

#### Meilleure actrice dans un film dramatique
- Felicity Huffman pour le rôle de Bree dans Transamerica
  - Toni Collette pour le rôle de Rose dans In Her Shoes
  - Julianne Moore pour le rôle d'Evelyn Ryan dans The Prize Winner of Defiance, Ohio
  - Charlize Theron pour le rôle de Josey Aimes dans L'Affaire Josey Aimes (North Country)
  - Robin Wright Penn pour le rôle de Diana dans Nine Lives
  - Zhang Ziyi pour le rôle de Sayuri dans Mémoires d'une geisha (Memoirs of a Geisha)

#### Meilleur acteur dans un film musical ou une comédie
- Terrence Howard pour le rôle de Djay dans Hustle et Flow
  - Kevin Costner pour le rôle de Denny Davies dans Les Bienfaits de la colère (The Upside of Anger)
  - Robert Downey Jr. pour le rôle de Harry  Lockhart dans Kiss Kiss Bang Bang
  - Cillian Murphy pour le rôle de Patrick "Kitten" Braden dans Breakfast on Pluto
  - Bill Murray pour le rôle de Don Johnston dans Broken Flowers
  - Joaquin Phoenix pour le rôle de Johnny Cash dans Walk the Line

#### Meilleure actrice dans un film musical ou une comédie
- Reese Witherspoon pour le rôle de June Carter dans Walk the Line 
  - Joan Allen pour le rôle de Terry Wolfmeyer dans Les Bienfaits de la colère  (The Upside of Anger)
  - Judi Dench pour le rôle de Laura Henderson dans Madame Henderson présente  (Mrs. Henderson presents)
  - Claire Danes pour le rôle de Mirabelle dans Shopgirl
  - Keira Knightley pour le rôle d'Elizabeth Bennet dans Orgueil et Préjugés  (Pride & Prejudice)
  - Joan Plowright pour le rôle de Mrs. Palfrey  dans Mrs. Palfrey at the Claremont

#### Meilleur acteur dans un second rôle dans un film dramatique
- Danny Huston pour le rôle de Sandy Woodrow dans The Constant Gardener
  - Chris Cooper pour le rôle d'Alvin Dewey dans Truman Capote (Capote)
  - Jake Gyllenhaal pour le rôle de Jack Twist dans Le Secret de Brokeback Mountain (Brokeback Mountain)
  - Edward Norton pour le rôle du roi Baudouin IV dans Kingdom of Heaven
  - Mickey Rourke pour le rôle de Marv dans Sin City
  - Peter Sarsgaard pour le rôle de Troy dans Jarhead : La Fin de l'innocence (Jarhead)

#### Meilleure actrice dans un second rôle dans un film dramatique
- Laura Linney pour le rôle de Joan Berkman dans Les Berkman se séparent (The Squid and the Whale) 
  - Amy Adams pour le rôle d'Ashley  Johnsten dans Junebug
  - Maria Bello pour le rôle d'Edie Stall dans A History of Violence
  - Gong Li pour le rôle de Hatsumomo dans Mémoires d'une geisha (Memoirs of a Geisha)
  - Shirley MacLaine pour le rôle d'Ella Hirsch dans In Her Shoes
  - Frances McDormand pour le rôle de Glory dans L'Affaire Josey Aimes (North Country)

#### Meilleur acteur dans un second rôle dans un film musical ou une comédie
- Val Kilmer pour le rôle de Gay Perry dans Kiss Kiss Bang Bang 
  - Tom Arnold pour le rôle de Frank McKee dans Happy Endings
  - Corbin Bernsen pour le rôle de Harlan Dexter dans Kiss Kiss Bang Bang
  - Steve Coogan pour le rôle de Charley Peppitone dans Happy Endings
  - Craig T. Nelson pour le rôle de Kelly Stone dans Esprit de famille (The Family Stone)
  - Jason Schwartzman pour le rôle de Jeremy dans Shopgirl

#### Meilleure actrice dans un second rôle dans un film musical ou une comédie
- Rosario Dawson pour le rôle de Mimi Marquez dans Rent 
  - America Ferrera pour le rôle de Carmen dans Quatre Filles et un jean (The Sisterhood of Traveling Pants)
  - Diane Keaton pour le rôle de Sybil Stone dans Esprit de famille (The Family Stone)
  - Rachel McAdams pour le rôle d'Amy Stone dans Esprit de famille (The Family Stone)
  - Michelle Monaghan pour le rôle de Harmony Faith Lane dans Kiss Kiss Bang Bang
  - Qiu Yuen pour le rôle de la propriétaire dans Crazy Kung Fu (功夫)

#### Meilleure distribution
- Collision (Crash)

#### Meilleur scénario original
- Good Night and Good Luck – George Clooney et Grant Heslov
  - Collision (Crash) – Paul Haggis
  - Happy Endings – Don Roos
  - Nine Lives – Rodrigo García
  - Les Berkman se séparent (The Squid and the  Whale) – Noah Baumbach
  - The War Within – Joseph Castelo, Tom Glynn et Ayad Akhtar

#### Meilleur scénario adapté
- Mémoires d'une geisha (Memoirs of a Geisha) – Robin Swicord 
  - Le Secret de Brokeback Mountain (Brokeback   Mountain) – Larry McMurtry et Diana Ossana
  - Truman Capote (Capote) – Dan Futterman
  - Jarhead : La Fin de l'innocence (Jarhead) – William Broyles Jr.
  - Shopgirl – Steve Martin
  - Walk the Line – Gill Dennis et James Mangold

#### Meilleure direction artistique
- Good Night and Good Luck
  - Kingdom of Heaven
  - Mémoires d'une geisha  (Memoirs of a Geisha)
  - Modigliani
  - Sin City
  - Star Wars, épisode III : La Revanche des Sith  (Star Wars Episode III: Revenge of the Sith)

#### Meilleurs costumes
- Orgueil et Préjugés (Pride & Prejudice)
  - Harry Potter et la Coupe de feu (Harry Potter and the  Goblet of Fire)
  - Kingdom of Heaven
  - Mémoires d'une geisha  (Memoirs of a  Geisha)
  - Modigliani
  - La Comtesse blanche (The White Countess)

#### Meilleure photographie
- The Constant Gardener
  - 2046
  - Charlie et la Chocolaterie (Charlie and the  Chocolate Factory)
  - Crazy Kung Fu (功夫)
  - Mémoires d'une geisha  (Memoirs of a  Geisha)
  - Sin City

#### Meilleur montage
- Le Secret de Brokeback Mountain (Brokeback Mountain)
  - Crazy Kung Fu (功夫)
  - Good Night and Good Luck
  - La Guerre des mondes (War of the Worlds) – Michael Kahn
  - Jarhead : La Fin de l'innocence (Jarhead)
  - Sin City

#### Meilleur son
- Star Wars, épisode III : La Revanche des Sith (Star Wars, Episode III: Revenge of the Sith)
  - Crazy Kung Fu (功夫)
  - Rent
  - Sin City
  - La Comtesse blanche (The White Countess)

#### Meilleurs effets visuels
- Star Wars, épisode III : La Revanche des Sith (Star Wars, Episode III: Revenge of the Sith)
  - Crazy Kung Fu (功夫)
  - La Guerre des mondes (War of the Worlds) – Randal M. Dutra, Pablo Helman, Dennis Muren et Daniel Sudick
  - Kingdom of Heaven
  - Sin City

#### Meilleure musique de film
- Kingdom of Heaven – Harry Gregson-Williams
  - Le Secret de Brokeback Mountain (Brokeback Mountain) – Gustavo Santaolalla
  - The Constant Gardener – Alberto Iglesias
  - Les Noces funèbres (Corpse Bride) – Danny Elfman
  - Mémoires d'une geisha  (Memoirs of a  Geisha) – John Williams
  - Sin City – Robert Rodriguez

#### Meilleure chanson originale
- "A Love That Will Never Grow Old" – Le Secret de Brokeback Mountain (Brokeback Mountain)
  - "In the Deep" – Collision
  - "Hustler's Ambition" – Réussir ou Mourir (Get Rich or Die Tryin)
  - "Magic Works" – Harry Potter et la Coupe de feu (Harry Potter and the Goblet of Fire)
  - "Broken" – Kiss Kiss Bang Bang

#### Meilleur film en langue étrangère
- Une autre mère (Äideistä parhain) •  Finlande /  Suède
  - 2046 •  Chine /  France /  Allemagne /  Hong Kong
  - Innocent voices (Voces inocentes)  •  Mexique  /  Porto Rico  /  États-Unis
  - Lila dit ça •  France /  Royaume-Uni
  - Les tortues volent aussi  (لاک پشت ها هم پرواز می کنند)  •  France  /  Iran  /  Irak
  - Tu marcheras sur l'eau (ללכת על המים) •  Israël /  Suède

#### Meilleur film d’animation ou multimédia
- Le Monde de Narnia : Le Lion, la Sorcière blanche et l'Armoire magique (The Chronicles of Narnia : The Lion, the Witch and the Wardrobe)
  - Chicken Little
  - Les Noces funèbres (Corpse Bride)
  - Le Château ambulant (ハウルの動く城)
  - Wallace et Gromit : Le Mystère du lapin-garou (The Curse of the Were-Rabbit)

#### Meilleur documentaire
- Un... deux... trois dansez
  - Enron: The Smartest Guys in the Room
  - Favela Rising
  - La Marche de l'empereur
  - Murderball
  - New York Dolls

#### Meilleur DVD
- Batman Begins (Édition de luxe à deux disques avec bande dessinée)
- La Guerre des mondes (War of the Worlds) (Édition limitée avec 2 disques)

#### Meilleur DVD documentaire
- La Marche de l'empereur

### Télévision
Note : le symbole « ♕ » rappelle le gagnant de l'année précédente (si nomination).

#### Meilleure série télévisée dramatique
- Dr House (House)
  - Grey's Anatomy
  - Lost : Les Disparus (Lost)
  - Nip/Tuck ♕
  - Rescue Me : Les Héros du 11 septembre (Rescue Me)
  - Rome

#### Meilleure série télévisée musicale ou comique
- The Daily Show
  - Boston Justice (Boston Legal)
  - The Colbert Report
  - Entourage
  - Earl (My Name is Earl)

#### Meilleure mini-série
- Elvis : Une étoile est née (Elvis)
  - Empire Falls
  - Into the West
  - Miss Marple
  - Révélations
  - The Virgin Queen

#### Meilleur téléfilm
- Reefer Madness 
  - Kidnapped
  - Lackawanna Blues
  - The Magic of Ordinary Days
  - Our Fathers
  - Quelques jours en avril (Sometimes in April)
  - Warm Springs

#### Meilleur acteur dans une série télévisée dramatique
- Hugh Laurie  pour le rôle du Dr Gregory House dans Dr House (House)
  - Denis Leary pour le rôle de Tommy Gavin dans Rescue Me : Les Héros du 11 septembre (Rescue Me)
  - Ian McShane pour le rôle d'Al Swearengen dans Deadwood
  - Dylan Walsh pour le rôle de Sean McNamarra dans Nip/Tuck
  - Jake Weber pour le rôle de Joe Dubois  dans Médium

#### Meilleure actrice dans une série télévisée dramatique
- Kyra Sedgwick  pour le rôle de Brenda Leigh Johnson dans The Closer : L.A. enquêtes prioritaires (The Closer)
  - Patricia Arquette pour le rôle d'Allison DuBois dans Médium
  - Jennifer Beals pour le rôle de Bette Porter dans The L Word
  - Kristen Bell pour le rôle de Veronica Mars dans Veronica Mars
  - Geena Davis pour le rôle de Mackenzie Allen dans Commander in Chief
  - Joely Richardson  pour le rôle de Julia McNamara dans Nip/Tuck

#### Meilleur acteur dans une série télévisée musicale ou comique
- Jason Bateman pour le rôle de Michael Bluth dans Arrested Development ♕
  - Stephen Colbert pour son propre rôle dans The Colbert Report
  - Kevin Connolly pour le rôle d'Eric Murphy dans Entourage
  - Jason Lee pour le rôle d'Earl J. Hickey dans Earl (My Name is Earl)
  - James Spader pour le rôle d'Alan Shore dans Boston Justice (Boston Legal)
  - Tony Shalhoub pour le rôle d'Adrian Monk dans Monk
  - Damon Wayans pour le rôle de Michael Kyle dans Ma famille d'abord (My Wife and Kids)

#### Meilleure actrice dans une série télévisée musicale ou comique
(ex æquo)
- Felicity Huffman pour le rôle de Lynette Scavo dans Desperate Housewives
- Mary-Louise Parker pour le rôle de Nancy Botwin dans Weeds
  - Candice Bergen pour le rôle de Shirley Schmidt dans Boston Justice (Boston Legal)
  - Lauren Graham pour le rôle de Lorelai Gilmore dans Gilmore Girls
  - Elizabeth Perkins pour le rôle de Celia Hodes dans Weeds

#### Meilleur acteur dans une mini-série ou un téléfilm
- Jonathan Rhys Meyers pour le rôle d'Elvis Presley dans Elvis : Une étoile est née (Elvis)
  - Ted Danson pour le rôle de Mitchell Garabedian dans Our Fathers
  - Kenneth Branagh pour le rôle de Franklin D. Roosevelt dans Warm Springs
  - Ed Harris pour le rôle de Miles Roby dans Empire Falls
  - Christian Campbell pour le rôle de Jimmy Harper dans Reefer Madness
  - Rupert Everett pour le rôle de Sherlock Holmes dansSherlock Holmes and the Case of the Silk Stocking

#### Meilleure actrice dans une mini-série ou un téléfilm
- Kristen Bell pour le rôle de Mary Lane dans Reefer Madness
  - Natascha McElhone pour le rôle de la Sœur Josepha Montafiore dans Révélations (Revelations)
  - Geraldine McEwan pour le rôle de Miss Marple dans Miss Marple
  - S. Epatha Merkerson pour le rôle de Rachel "Nanny" Crosby dans Lackawanna Blues
  - Cynthia Nixon pour le rôle d'Eleanor Roosevelt dans Warm Springs
  - Keri Russell pour le rôle de Livy Dunne dans The Magic of Ordinary Days

#### Meilleur acteur dans un second rôle
- Randy Quaid pour le rôle du Colonel Parker dans Elvis : Une étoile est née (Elvis)
  - Brian Dennehy pour le rôle du Père Dominic Spagnolia dans Our Fathers
  - Tim Blake Nelson pour le rôle de Tom  Loyless dans Warm Springs
  - Paul Newman pour le rôle de Max Roby dans Empire Falls
  - Ruben Santiago-Hudson pour le rôle de Joe Starks dans Une femme noire (en)
  - William Shatner pour le rôle de Denny Crane dans Boston Justice (Boston Legal)

#### Meilleure actrice dans un second rôle
- Lisa Edelstein pour le rôle du Dr Lisa Cuddy dans Dr House (House)
  - Shohreh Aghdashloo pour le rôle de Dina Araz dans 24 heures chrono (24)
  - Jane Alexander pour le rôle de Sara Delano Roosevelt dans Warm Springs
  - Camryn Manheim pour le rôle de Gladys Presley dans Elvis : Une étoile est née (Elvis)
  - Sandra Oh pour le rôle du Dr Cristina Yang dans Grey's Anatomy
  - Polly Walker pour le rôle d'Atia des Julii dans Rome

#### Meilleure distribution
- Rescue Me : Les Héros du 11 septembre (Rescue Me)

### Récompenses spéciales
Révélation de l'année
- Freddie Highmore dans Charlie et la Chocolaterie et Neverland

Mary Pickford Award
- Gena Rowlands

Nikola Tesla Award
- Stan Winston

Auteur Award
- George Clooney – Special Achievement pour Good Night and Good Luck

## Récompenses et nominations multiples

### Nominations multiples
Cinéma
9 : Mémoires d'une geisha
8 : Le Secret de Brokeback Mountain
7 : Sin City
6 : Crazy Kung Fu
5 : Truman Capote, Walk the Line, Good Night and Good Luck, Kiss Kiss Bang Bang, Kingdom of Heaven
4 : Happy Ending, Rent, Jarhead : La Fin de l'innocence
3 : A History of Violence, Esprit de famille, Collision, Star Wars, épisode III : La Revanche des Sith , Shopgirl, The Constant Gardener
2 : In Her Shoes, Hustle et Flow, Les Bienfaits de la colère, 2046, Les Noces funèbres, La Guerre des mondes, L'Affaire Josey Aimes, Orgueil et Préjugés, Les Berkman se séparent, Harry Potter et la Coupe de feu
Télévision
5 : Warm Springs
4 : Boston Justice,  Elvis : Une étoile est née
3 : Dr House, Nip/Tuck, Empire Falls, Reefer Madness, Our Fathers
2 :  Rescue Me : Les Héros du 11 septembre, Grey's Anatomy, Rome, The Colbert Report,  Entourage,  Earl, Médium,  Weeds, Miss Marple,  Lackawanna Blues, The Magic of Ordinary Days

### Récompenses multiples
Légende : Nombre de récompenses/Nombre de nominations
Cinéma
4 / 8 : Le Secret de Brokeback Mountain
2 / 5 : Walk the Line
2 / 3 : Star Wars, épisode III : La Revanche des Sith 
Télévision
3 / 4 : Elvis : Une étoile est née
3 / 3 : Dr House
2 / 3 : Reefer Madness